# Big Van Vader
Leon Allen White (Lynwood, 14 de maio de 1955 — Denver, 18 de junho de 2018) foi um lutador de luta livre profissional norte-americano. Se apresentava com os ring names Big Van Vader ou Vader.

## Carreira no Wrestling
- American Wrestling Association (1985-1987)
- New Japan Pro Wrestling (1987-1990)
- World Championship Wrestling (1990-1995)
- Circuito Independente (1996)
- World Wrestling Federation (1996-1998)
- All Japan Pro Wrestling/Pro Wrestling NOAH (1998-2002)
- Total Nonstop Action Wrestling (2003)
- WWE (2012)
- Revolution Pro Wrestling (2013-2017)

## Títulos e prêmios
- All Japan Pro Wrestling
  - AJPW Triple Crown Heavyweight Championship (2 vezes)
  - AJPW Unified World Tag Team Championship (1 vez) - com Steve Williams
  - Champion's Carnival (1999)
- Catch Wrestling Association
- CWA Intercontinental Heavyweight Championship (1 vez) (Primeiro)
  - CWA World Heavyweight Championship (3 vezes)
- Impact Zone Wrestling
  - IZW Heavyweight Championship (1 vez)
- New Japan Pro Wrestling
  - IWGP Heavyweight Championship (3 vezes)
  - IWGP Tag Team Championship (1 vez) - com Bam Bam Bigelow
- Pro Wrestling NOAH
  - GHC Tag Team Championship (1 vez) - com Scorpio (Primeiro)
- Universal Wrestling Association
  - UWA World Heavyweight Championship (1 vez)
- Union of Wrestling Forces International
  - UWFI Heavyweight Championship (1 vez)
- World Championship Wrestling
  - WCW United States Heavyweight Championship (1 vez)
  - WCW World Heavyweight Championship (3 vezes)
- Pro Wrestling Illustrated
  - PWI Wrestler of the Year (1993)
  - PWI ranked him # 27 of the 500 best singles wrestlers during the "PWI Years" in 2003.
- Wrestling Observer Newsletter awards
  - Best Heel (1993)
  - Best Wrestling Maneuver (1993) Moonsault
  - Wrestler of the Year (1993)
  - Wrestling Observer Newsletter Hall of Fame Class of 1996
  - Most Improved Wrestler (1999)

## Morte
Leon foi diagnosticado com insuficiência cardíaca em 2016, e seu médico o deu apenas dois anos de vida. Em março de 2018, realizou uma cirurgia no coração, mas não resistiu devido a uma pneumonia forte, morrendo em 18 de junho de 2018. Seu filho foi o primeiro a noticiar sua morte.